# 圭亚那岛
17°07′21″N 61°43′47″W / 17.12250°N 61.72972°W
圭亚那岛（英語：Guiana Island）是加勒比海岛国安提瓜和巴布达的私人岛屿，位于安提瓜岛东北海岸上、帕勒姆半岛和克伦普岛之间，由圣彼得区负责管辖，是该国第四大岛屿，最高点海拔高度14米，岛上无人居住。该岛为安提瓜和巴布达国兽黇鹿的避难所。